# Martin Sinemus

Unterschrift (1921)

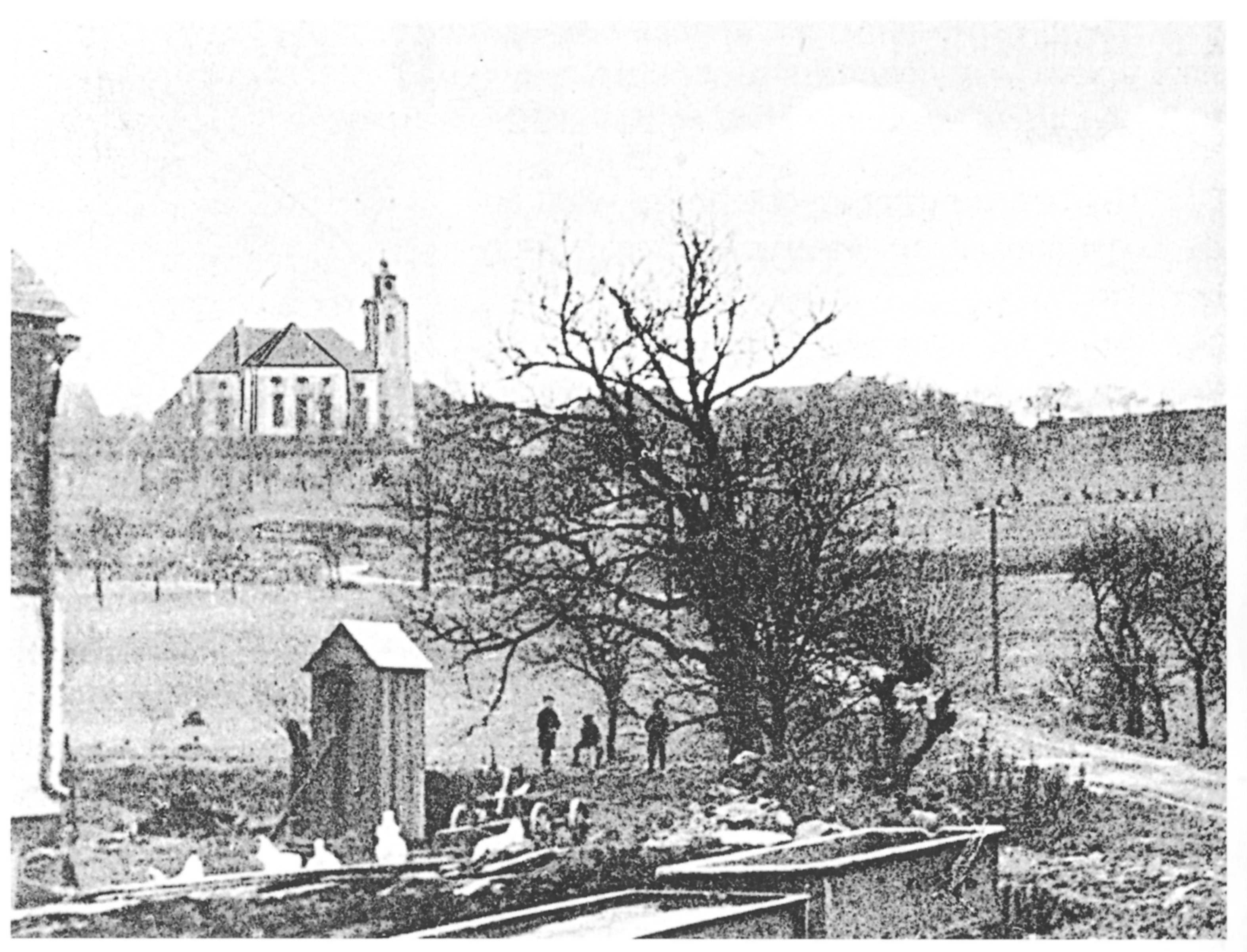
Nordansicht der Kleinicher Kirche bei Sinemus’ Amtsantritt (1913)

Martin Friedrich Wilhelm Sinemus (* 26. März 1881 in Andernach; † 3. Oktober 1964 in Heusweiler) war ein deutscher Pfarrer und Historiker.

## Leben
Martin Sinemus wurde als sechstes von vierzehn Kindern im März 1881 in Andernach am unteren Mittelrhein geboren und am 21. April 1881 evangelisch getauft. Sein Vater Georg Karl Christian Sinemus (1843–1927) war seit 1872 Pfarrer in Andernach gewesen und hatte 1872 Wilhelmine Prümers (1851–1929) geheiratet. Am 13. Februar 1904 schloss er den Besuch des Andernacher Gymnasiums mit dem Abitur ab. Im gleichen Jahr begann er an der Universität in Greifswald mit dem Studium der Evangelischen Theologie. 1905 besuchte er die Universität in Bonn, wechselte 1906 nach an die Universität in Halle/Saale, um im Winter 1906/07 nach Bonn zurückzukehren. Sinemus finanzierte sich das Studium durch Tätigkeiten als Hauslehrer in Schwelm (1907) und Kleinhelmsdorf (1908). Am 28. April 1908 bestand Sinemus vor dem Konsistorium der Rheinprovinz in Coblenz (heute Koblenz) das Erste Theologische Examen (examen pro licentia concionandi). Anschließend absolvierte er sein Vikariat in Speldorf, am 20. April 1910 legte er in Coblenz sein Zweites Theologisches Examen (examen pro ministerio) ab. Bis zum Antritt seines Wehrdienstes in Mülheim an der Ruhr blieb Sinemus der Gemeinde in Speldorf erhalten. Darauf folgend ging er 1911 als Hilfsprediger nach Barmen, wo am 18. Juni 1911 durch Superintendent Bausch die Ordination Sinemus’ abgehalten wurde. Zwischen 1912 und 1913 arbeitete er in Sterkrade im Hilfsdienst.
1913 trat Sinemus in Cleinich (heute Kleinich) die Nachfolge von Friedrich Becker an, der 15 Jahre lang Pfarrer in der Hunsrückgemeinde gewesen war. Dort betätigte er sich vor allem in der Jugendarbeit. Zu Beginn des Ersten Weltkrieges meldete sich Sinemus, dessen Gesinnung als „nationalprotestantisch“ beschrieben wird, sich freiwillig als Soldat und betätigte sich als Sanitätsgefreiter und Militärseelsorger in Traben-Trarbach und Ahrweiler. Im Anschluss daran wirkte Sinemus als Lazarettpfarrer in Trier, Engers und Neuwied. 1917 ging er als Feldprediger nach Bulgarien, später nach Mazedonien und an die Westfront. 1918 wurde Sinemus mit dem Eisernen Kreuz II. Klasse und dem Verdienstkreuz für Kriegshilfe ausgezeichnet, 1935 erhielt er das Ehrenkreuz für Frontkämpfer und drei Jahre später die Ungarische Weltkriegs-Erinnerungsmedaille überreicht. Seit 1914 hatte sein inzwischen über 70 Jahre alter Vater Karl Sinemus die Vertretung des Sohnes als Kleinicher Gemeindepfarrer übernommen, wofür dieser ebenfalls mit dem Verdienstkreuz für Kriegshilfe ausgezeichnet wurde. Martin Sinemus gab 1919 den Anstoß, ein Kriegerdenkmal auf dem Friedhof in Kleinich aufzustellen. Nach seiner Rückkehr in den Hunsrück erforschte er die Geschichte des Kirchspiels Kleinich, 1925 erschien seine erste eigenständige von insgesamt über 50 Publikationen. 1925 ging Martin Sinemus nach Hamm an der Sieg, wo er bis zu seinem Wechsel in das unter Völkerbundverwaltung stehende Saargebiet im Jahr 1928 das Pfarramt innehatte. In Wahlschied trat der Pfarrer seine letzte Pfarrstelle an, 1942 wurde er im Alter von 61 Jahren emeritiert. Nach dem Tod seiner Ehefrau Elisabeth geborene Kruse (1882–1955), die er am 18. Juli 1911 geheiratet hatte, zog sich Sinemus zurück. Auf eine Beschwerde der Kirchenleitung in Düsseldorf, er würde sich nicht mehr am Gemeindeleben beteiligen, antwortete der emeritierte Pfarrer im Jahr 1960 mit den Worten: „Auch ein pensionierter Bergmann fährt nicht mehr in die Grube ein.“ Sinemus lebte bis zu seinem Tod im Oktober 1964 in Heusweiler, einer Nachbargemeinde Wahlschieds. Er hatte drei Töchter sowie drei Söhne und starb im Alter von 83 Jahren.

## Publikationen
Beim Verein für Rheinische Kirchengeschichte in Düsseldorf sind unter der Signatur „ZH073“ insgesamt 53 Publikationen von Martin Sinemus verzeichnet. Untenstehende Auswahl ist dem Biographisch-Bibliographischen Kirchenlexikon entnommen, eine vollständige Auflistung findet sich im Heimat-Jahrbuch des Kreises Altenkirchen 2012.
- Die Geschichte des Kirchspiels Cleinich. Eigenverlag, Cleinich 1925.
- Die Geschichte der evangelischen Kirchengemeinde Hamm an der Sieg. Hamm 1927.
- M. Reinhard Susenbethus, Generalinspektor der Grafschaft Sayn 1605-1612. In: MEKR, Jahrgang 25 (1931), S. 40–49 (online).
- Die Prüfung der reformierten Kandidaten in Altenkirchen (Westerwald) 1745-1763. In: MEKR, Jahrgang 25 (1931), S. 113–118.
- Die Huldigungsreden der Pfarrer Pfender und Streccius am 26. und 27. Februar 1765 in Trarbach. In: MEKR, Jahrgang 25 (1931), S. 119–122.
- Herrschaftliche Verordnungen für die Hintere Grafschaft Sponheim 1590-1714. In: MEKR, Jahrgang 25 (1931), S. 244–250.
- Die Geschichte der evangelischen Gemeinden des Kirchenkreises Altenkirchen (Westerwald). Saarbrücken 1933.
- Die Geschichte der evangelischen Kirchengemeinde Dirmingen-Urexweiler (Saar). In: MEKR, Jahrgang 29 (1935), S. 97–104 (online).
- Die Geschichte der Dörfer des Hochgerichts und der evangelischen Pfarrei Wahlschied-Holz. Saarbrücken 1949.